# ساساندرا
ساساندرا (بالفرنسية: Sassandra)‏ هي المدينة الرئيسية في مقاطعة ساساندرا السفلى في ساحل العاج. وهي تقع على خليج غينيا على مصب نهر ساساندرا. وقد أسسها البرتغاليون باسم سانتو أندري

## المناخ
متوسط درجة الحرارة في ساساندرا تبلغ 27°م،
اتجاه الرياح جنوبي بسرعة متوسطة تبلغ 6 كم/ساعة،
ورطوبة تبلغ 81٪
| البيانات المناخية لـSassandra (1961–1990) | البيانات المناخية لـSassandra (1961–1990) | البيانات المناخية لـSassandra (1961–1990) | البيانات المناخية لـSassandra (1961–1990) | البيانات المناخية لـSassandra (1961–1990) | البيانات المناخية لـSassandra (1961–1990) | البيانات المناخية لـSassandra (1961–1990) | البيانات المناخية لـSassandra (1961–1990) | البيانات المناخية لـSassandra (1961–1990) | البيانات المناخية لـSassandra (1961–1990) | البيانات المناخية لـSassandra (1961–1990) | البيانات المناخية لـSassandra (1961–1990) | البيانات المناخية لـSassandra (1961–1990) | البيانات المناخية لـSassandra (1961–1990) |
| الشهر                                     | يناير                                     | فبراير                                    | مارس                                      | أبريل                                     | مايو                                      | يونيو                                     | يوليو                                     | أغسطس                                     | سبتمبر                                    | أكتوبر                                    | نوفمبر                                    | ديسمبر                                    | المعدل السنوي                             |
| ----------------------------------------- | ----------------------------------------- | ----------------------------------------- | ----------------------------------------- | ----------------------------------------- | ----------------------------------------- | ----------------------------------------- | ----------------------------------------- | ----------------------------------------- | ----------------------------------------- | ----------------------------------------- | ----------------------------------------- | ----------------------------------------- | ----------------------------------------- |
| متوسط درجة الحرارة الكبرى °م (°ف)         | 30.1 (86.2)                               | 30.1 (86.2)                               | 31.0 (87.8)                               | 30.9 (87.6)                               | 29.8 (85.6)                               | 27.9 (82.2)                               | 27.1 (80.8)                               | 26.5 (79.7)                               | 27.5 (81.5)                               | 28.5 (83.3)                               | 29.6 (85.3)                               | 29.5 (85.1)                               | 29.0 (84.2)                               |
| المتوسط اليومي °م (°ف)                    | 26.1 (79.0)                               | 26.9 (80.4)                               | 27.0 (80.6)                               | 26.5 (79.7)                               | 26.5 (79.7)                               | 25.4 (77.7)                               | 24.5 (76.1)                               | 24.2 (75.6)                               | 24.6 (76.3)                               | 25.5 (77.9)                               | 26.2 (79.2)                               | 26.1 (79.0)                               | 25.8 (78.4)                               |
| متوسط درجة الحرارة الصغرى °م (°ف)         | 22.3 (72.1)                               | 23.0 (73.4)                               | 23.2 (73.8)                               | 23.4 (74.1)                               | 23.1 (73.6)                               | 22.0 (71.6)                               | 22.7 (72.9)                               | 22.0 (71.6)                               | 22.0 (71.6)                               | 22.4 (72.3)                               | 22.8 (73.0)                               | 22.6 (72.7)                               | 22.6 (72.7)                               |
| معدل هطول الأمطار مم (إنش)                | 15.8 (0.62)                               | 35.7 (1.41)                               | 52.6 (2.07)                               | 96.9 (3.81)                               | 235.1 (9.26)                              | 529.1 (20.83)                             | 191.4 (7.54)                              | 32.1 (1.26)                               | 43.6 (1.72)                               | 84.5 (3.33)                               | 119.6 (4.71)                              | 72.8 (2.87)                               | 1٬509٫2 (59.42)                           |
| ساعات سطوع الشمس الشهرية                  | 208.3                                     | 192.4                                     | 211.4                                     | 218.3                                     | 182.5                                     | 112.1                                     | 128.8                                     | 123.8                                     | 154.4                                     | 216.0                                     | 224.2                                     | 206.2                                     | 2٬178٫4                                   |
| المصدر: NOAA                              |                                           |                                           |                                           |                                           |                                           |                                           |                                           |                                           |                                           |                                           |                                           |                                           |                                           |

## أقرأ أيضا
- خليج غينيا
- ساحل العاج